# Fara v Moravských Budějovicích
Fara stojí v ulici Kosmákova čp. 72 v Moravských Budějovicích v okrese Třebíč. Je barokní stavbou, která navazuje na městské hradby, a je chráněnou kulturní památkou.

## Poloha
Pozůstatky hradeb a fara leží na tzv. pararulové vráse. Pararulová vrása je geologický útvar, který je vidět na skalním ostrohu, na němž se vypíná budova fary. Vrása vznikla během kadomského vrásnění, které probíhalo přibližně před 600–800 milióny lety. Je tvořena biotickými pararulami moldanubika. Fara je napojena na západní straně na městské opevnění s válcovou baštou, na severní straně farní parcely je k hradební zdi přistavěno hospodářské přízemní křídlo. Od štítové strany pokračuje hlavní pilířová brána se novodobou zdí. Fara s hradbami a blízkým kostelem svatého Jiljí vytváří sakrální a urbanistický celek.

## Historie

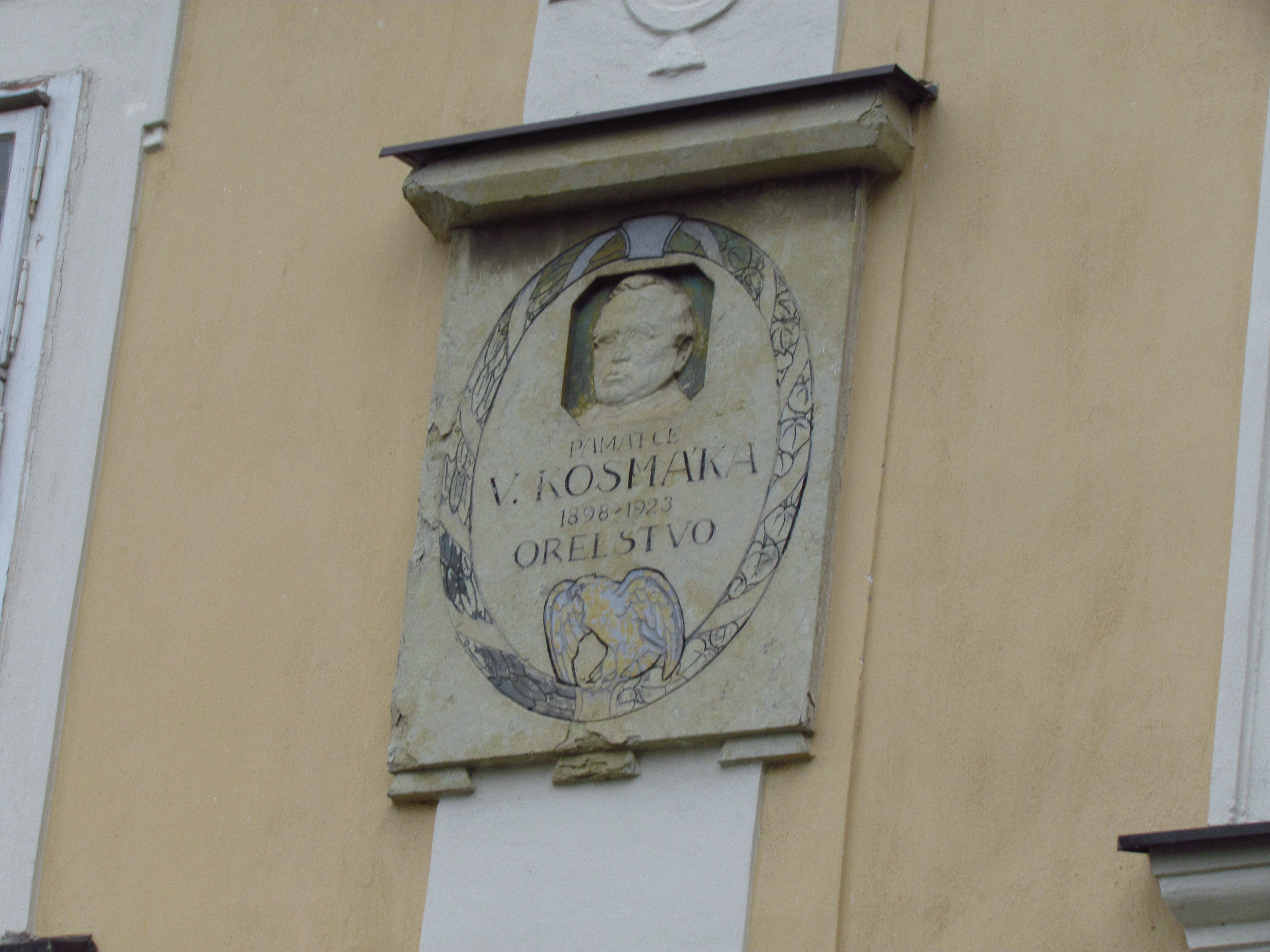
Pamětní deska s nápisem: PAMÁTCE / V. KOSMÁKA / 1898–1923 / ORELSTVO

Středověká fara byla přestavěna po požárech v roce 1532 a 1663 do renesanční podoby. V roce 1779 proběhla barokní přestavba. Další úpravy byly provedeny v roce 1818, kdy byly přistavěny dvě místnosti. V roce 1890 proběhly další úpravy stropů, oken a schodiště a rozšíření o přístavek. V roce 1923 byla mezi okny štítové strany umístěna pamětní deska věnována Václavu Kosmákovi. Fara náleží římskokatolické farnosti Moravské Budějovice.

## Popis

### Exteriér
Fara je dvoupodlažní dvoutraktová budova postavena na půdorysu obdélníku orientovaná štítovou stranou do ulice. Fasáda fary je členěna pilastry s římsovou hlavicí a lizénovými rámy, podlaží jsou oddělena kordonovou římsou a ukončena hlavní římsou. Okna jsou pravoúhlá v šambráně s uchy a kapkou, ukončené klenákem ve vrcholu a návojovou parapetní římsou. Na hlavní římsu nasedá sedlová střecha krytá pálenou taškou. Na západní straně je asymetricky umístěn pravoúhlý vchod s kamenným ostěním s okrajovou lištou. V nadpraží je pravoúhlý nadsvětlík. Vchod je přístupný třemi schody. Štítová fasáda je členěna dvěma okenními osami, profilovanou kordonovou římsou, lizénami a pilastry s římsovou hlavicí a čabrakou. Nad korunní římsou se zvedá vykrajovaný segmentem ukončený štít. Výzdobu doplňuje renesanční rustika.

### Interiér
Místnosti v přízemí jsou zaklenuty valenými klenbami s vytaženými hřebínky. V patře mají místnosti plochý strop.